# Lex Varia
A Lex Varia foi uma lei introduzida pelo tribuno romano Quinto Vário Severo no ano 90 a.C. A lei criou um tribunal especial responsável por processar os políticos romanos que haviam "encorajado" a rebelião dos Socii durante a atual Guerra Social. Na prática, isso significou que Varius e as facções que o apoiavam exilaram seus oponentes políticos. Quando o tumulto diminuiu, o sistema se voltou contra Vário e ele foi exilado usando sua própria lei. Mais tarde, políticos como o tribuno Publio Sulpício tentariam fazer com que as sentenças fossem anuladas.